# 베어 (1988년 영화)
베어(L'Ours, The Bear)는 프랑스에서 제작된 장 자크 아노 감독의 1988년 드라마 영화이다. 유크 더 베어 등이 주연으로 출연하였다.

## 출연

### 주연
- 유크 더 베어

### 조연
- 잭 월래스
- 체키 카리오
- 앙드레 라콤베

## 제작진
- 협력프로듀서: 피에르 그룬스테인
- 조감독: 자비에 카스타노
- 효과: 브제티슬라브 포야르